# Mohammad-Ali Keshavarz
Mohamad Ali Keshavarz ( tiếng Ba Tư : محمدعلی کشاورز , 15 tháng 4 năm 1930 - 14 tháng 6 năm 2020) là một diễn viên điện ảnh và sân khấu người Iran. Ông được trao huân chương Văn hoá và nghệ thuật Iran hạng Nhất.

## Đời tư
Keshavarz từng ly hôn và có một người con gái sống ở Áo. Ông nhập viện vào tháng 8 năm 2011 sau một cơn đau tim. Ông qua đời vào ngày 14 tháng 6 năm 2020 tại Bệnh viện Atieh ở Tehran ở tuổi 90 sau một thời gian dài đối mặt với bệnh tật.